# پژمیسل بیچوفسکی
پژمیسل بیچوفسکی (چکی: Přemysl Bičovský؛ زادهٔ ۱۸ اوت ۱۹۵۰) بازیکن سابق و مربی فوتبال اهل جمهوری چک است.
از باشگاه‌هایی که در آن بازی کرده‌است می‌توان به دوکلا پراگ، باشگاه فوتبال بوهمیانس ۱۹۰۵، باشگاه فوتبال آدمیرا واکر مودلینگ، و باشگاه فوتبال تپلیس اشاره کرد.
وی همچنین در تیم ملی فوتبال چکسلواکی بازی کرده‌است.